# 贝格许伦
贝格许伦是德国巴登-符腾堡州的一个市镇。总面积26.13平方公里，总人口1908人，其中男性976人，女性932人（2011年12月31日），人口密度73人/平方公里。